# Cryptohelcostizus leiomerus
Cryptohelcostizus leiomerus là một loài tò vò trong họ Ichneumonidae.